# بروك بايرز
بروك بايرز (بالإنجليزية: Brook Byers)‏ هو شخصية أعمال أمريكي، ولد في 1945.

## وصلات خارجية
- بروك بايرز على موقع إن إن دي بي (الإنجليزية)